# ヴァン・サントヴォード・マール＝スミス
ヴァン・サントヴォード・マール＝スミス（Van Santvoord Merle-Smith, 1889年 - 1962年）は、アメリカ合衆国の政治家。

## 生涯
1889年、マール＝スミスはニューヨーク州オイスターベイにおいて誕生した。
1920年6月21日、マール＝スミスはウッドロウ・ウィルソン大統領からアメリカ合衆国第三国務次官補に任命された。マール＝スミスは1920年6月24日に着任し、1921年3月4日まで同職を務めた。
マール＝スミスは1962年に死去した。

## 家族
マース＝スミスは1916年6月20日にケイト・グロヴナー・ファウラー (Kate Grosvenor Fowler) と結婚した。2人の間には以下の子供が生まれた。
- ヴァン・サントヴォード・マール＝スミス (Van Santvoord Merle-Smith)
- ナンシー・マール＝スミス (Nancy Merle-Smith)
- ファウラー・マール＝スミス (Fowler Merle-Smith)
- マーガレット・タウンゼンド・マール＝スミス (Margaret Townsend Merle-Smith)